# EXIT
La procedura EXIT (ex utero intrapartum treatment) è una tecnica di parto che utilizza un parto cesareo e garantisce l'ossigenazione nel feto a rischio di ostruzione delle vie aeree attraverso l'intubazione controllata del neonato mantenuto connesso alla placenta. Si mantiene così la circolazione fetoplacentare per poter assicurare la pervietà delle vie aeree del feto.